# ホセ・アンヘル・イリバル
ホセ・アンヘル・イリバル・コルタハレナ（José Ángel Iribar Cortajarena、1943年3月1日 - ）は、スペイン・サラウツ出身の元同国代表サッカー選手、元サッカー指導者。ポジションはGKだった。アスレティック・ビルバオ一筋でキャリアを終えた。

## 経歴
アスレティック・ビルバオのCチームであるCDバスコニアを経て、1962年にアスレティックのトップチームでデビューを飾る。アスレティックの一員として、1969年と1973年にコパ・デル・ヘネラリシモに優勝し、1977年にはUEFAカップの決勝に進出した。1970年にはサモラ賞を受賞した。ラ・リーガ通算では466試合に出場した。1970-71シーズンには、ホームゲームでの10試合連続完封、1018分無失点という記録を樹立し、いまだ破られていない
スペイン代表には1964年にデビューして通算49試合に出場した。1966年ワールドカップでは3試合に出場した。彼は1964年欧州選手権に優勝したスペイン代表のメンバーでもあった。
1975年12月5日には、レアル・ソシエダの主将イグナシオ・コルタバリアとともに、試合前のセンターサークルにバスクの旗イクリニャを広げた。これはフランコの死後、公の場で最初の国旗掲揚だった。その後、彼はバスクの地元政治に関わるようになり、分離独立主義連合エリ・バタスナの創立会員だった。
1980年に現役を退き、アスレティックのコーチングスタッフに加わった。1983-84シーズンにはリザーブチームのビルバオ・アスレティックの監督としてチームを歴代最高順位のセグンダ・ディビシオン2位に導いた。1986-87シーズンにはトップチームを率いた。1988年からはバスク代表で監督を務める。

## タイトル
アスレティック・ビルバオ
- コパ・デル・ヘネラリシモ：2回（1969、1973）

スペイン
- UEFA欧州選手権：1回（1964）

個人賞
- サモラ賞：1回（1970）